# Securus Memor Felix
Securus Memor Felix war ein spätantiker Beamter und Rhetoriklehrer in Rom im 6. Jahrhundert n. Chr.
Securus Memor Felix war während der Ostgotenzeit in Rom tätig. Er trug den Rang eines vir spectabilis („angesehener Mann“) und war comes consistorianus, ein Mitglied des kaiserlichen Beratergremiums, des consistorium. Seine bekannteste Tätigkeit ist die Emendation von Martianus Capellas De Nuptiis Philologiae et Mercurii, einem allegorischen Werk über die sieben freien Künste, das eine zentrale Rolle in der Bildung der Spätantike und des Mittelalters spielte.
Ein Kolophon in einem Manuskript von De Nuptiis liefert Einblicke in Felix’ Tätigkeit: „Ich, Securus Memor Felix, vir spectabilis, comes consistorianus, Rhetor der Stadt Rom, habe aus höchst fehlerhaften Manuskripten korrigiert, während mein Schüler Deuterius, der Scholastiker, gegenlas, in Rom an der Porta Capena, im Konsulat des Paulinus, vir clarissimus, am fünften Tag vor den Nonen des März [3. März 534], mit der Hilfe Christi.“
Ein Kolophon des Vettius Agorius Basilius Mavortius zeigt, dass er unter Mitwirkung von Felix die Epoden des Horaz verbesserte: „Ich habe den Text durchgesehen und nach bestem Wissen korrigiert, unterstützt von Felix, dem städtischen Rhetoriklehrer.“